# Christopher Townsend
Christopher Townsend (...) è un effettista statunitense, noto per i suoi lavori in Guerre stellari nel 1977, Iron Man 3 nel 2013 e Star Wars: Episodio I - La minaccia fantasma nel 1999.

## Filmografia
- Guerre stellari (Star Wars), regia di George Lucas (1977)
- Congo, regia di Frank Marshall (1995)
- Mission: Impossible, regia di Brian De Palma (1996)
- L'eliminatore - Eraser (Eraser), regia di Chuck Russell (1996)
- Daylight - Trappola nel tunnel (Daylight), regia di Rob Cohen (1996)
- Il mondo perduto - Jurassic Park (The Lost World: Jurassic Park), regia di Steven Spielberg (1997)
- Flubber - Un professore tra le nuvole (Flubber), regia di Les Mayfield (1997)
- Deep Impact, regia di Mimi Leder (1998)
- Star Wars: Episodio I - La minaccia fantasma (Star Wars: Episode I - The Phantom Menace), regia di George Lucas (1999)
- Space Cowboys, regia di Clint Eastwood (2000)
- A.I. - Intelligenza artificiale (Artificial Intelligence: AI), regia di Steven Spielberg (2001)
- Star Wars: Episodio II - L'attacco dei cloni (Star Wars: Episode II - Attack of the Clones), regia di George Lucas (2002)
- Hulk, regia di Ang Lee (2003)
- The Day After Tomorrow - L'alba del giorno dopo (The Day After Tomorrow), regia di Roland Emmerich (2004)
- Star Wars: Episodio III - La vendetta dei Sith (Star Wars: Episode III - Revenge of the Sith), regia di George Lucas (2005)
- The Island, regia di Michael Bay (2005)
- Le cronache di Narnia - Il leone, la strega e l'armadio (The Chronicles of Narnia: The Lion, the Witch and the Wardrobe), regia di Andrew Adamson (2005)
- Pirati dei Caraibi - La maledizione del forziere fantasma (Pirates of the Caribbean: Dead Man's Chest), regia di Gore Verbinski (2006)
- Viaggio al centro della Terra 3D (Journey to the Center of the Earth), regia di Eric Brevig (2008)
- X-Men le origini - Wolverine (X-Men Origins: Wolverine), regia di Gavin Hood (2009)
- Ninja Assassin, regia di James McTeigue (2009)
- Percy Jackson e gli dei dell'Olimpo - Il ladro di fulmini (Percy Jackson & the Olympians: The Lightning Thief), regia di Chris Columbus (2010)
- Super Hybrid, regia di Eric Valette (2010)
- Captain America - Il primo Vendicatore (Captain America: The First Avenger), regia di Joe Johnston (2011)
- Iron Man 3, regia di Shane Black (2013)
- Avengers: Age of Ultron, regia di Joss Whedon (2015)
- Guardiani della Galassia Vol. 2 (Guardians of the Galaxy Vol. 2), regia di James Gunn (2017)